# Росаріо
Роса́ріо (ісп. Rosario) — місто у провінції Санта-Фе, третє за чисельністю населення місто Аргентини. Місто розташоване за 300 км на північний захід від Буенос-Айреса, на західному березі річки Парана. Його населення становить 1,198 млн мешканців (перепис 2010 року). Росаріо — одне з найважливіших міст північної Аргентини, що є центром великої агломерації з населенням близько 1,35 млн мешканців і розвиненою промисловістю. Місто має також українські сліди та українську громаду.

## Історія

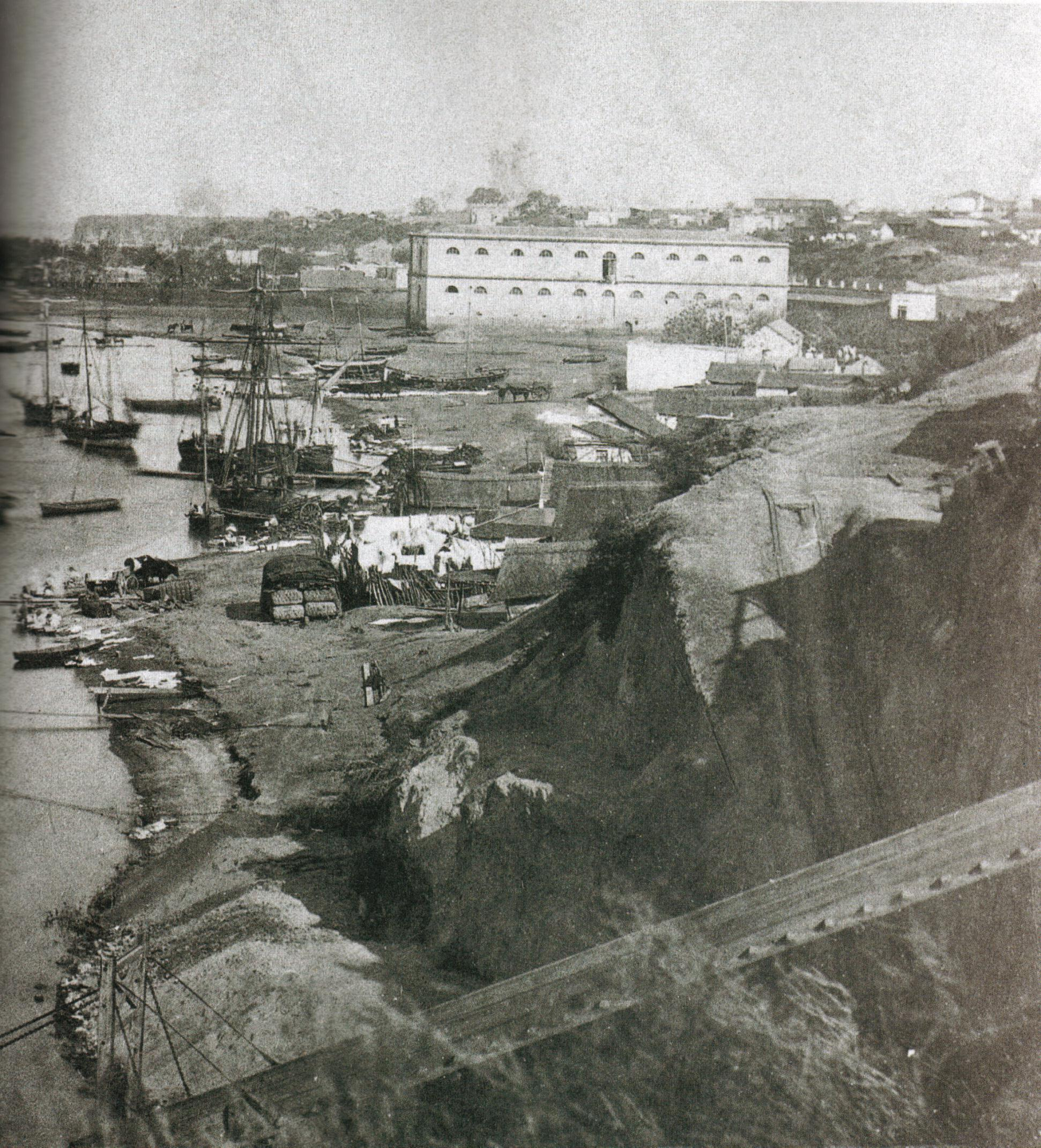
Порт Росаріо у 1868

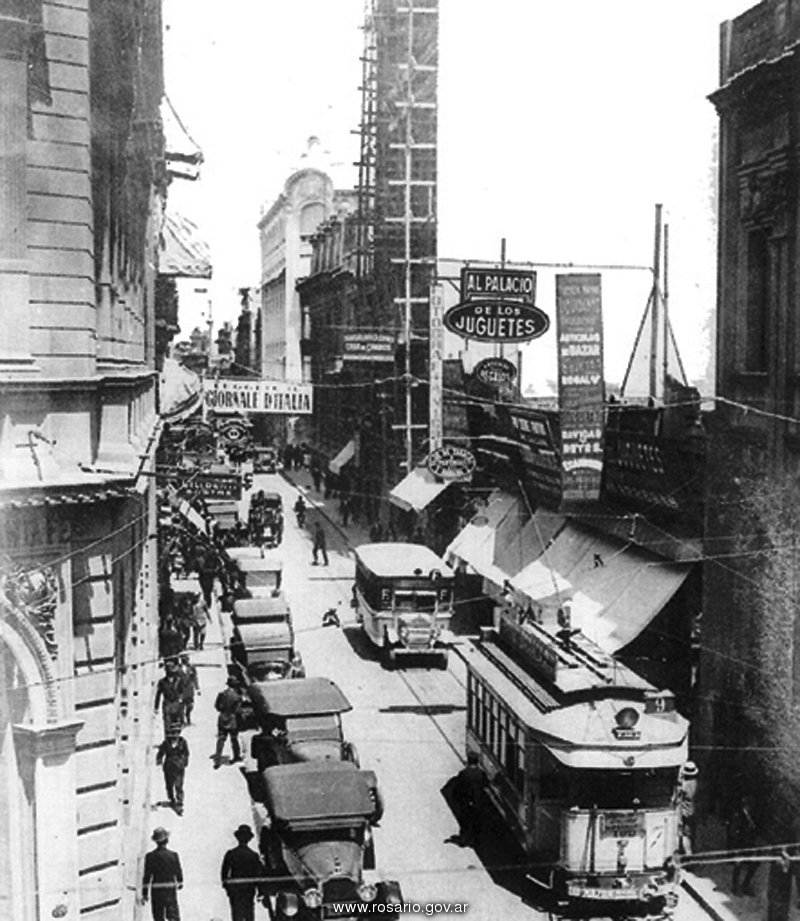
Вулиці Росаріо у 1930-х

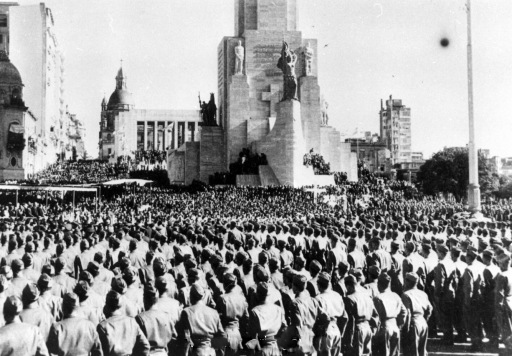
Відкриття монумента прапору

Точна дата заснування та засновник міста невідомий. 1665 року у цій місцевості існувало маленьке село. Перші поселення у цій місцевості виникли у XVIII ст. У цей час прокладалися дороги берегами річки Парана, під час будівництва яких 1730 року було споруджено каплицю, присвячену Діві Розарію (ісп. Virgen del Rosario), яку було вибрано покровителькою міста і якій воно завдячує своєю назвою (дослівно ісп. Rosario означає трояндовий квітник, а також розарій — традиційну католицьку молитву).
1724 року у місті було споруджено млин. 1725 року з'явилися перші органи влади. 1741 року було проведено перепис населення міста, згідно з результатами якого у Росаріо було 248 мешканців.
27 лютого 1812 року в Росаріо було вперше піднято прапор Аргентини. Завдяки цьому місто відоме як Колиска Прапора. Прапору також присвячена одна з найбільших туристичних принад міста — Монумент Прапору (ісп. Monumento a la Bandera), який було відкрито 20 червня 1957.
1823 року Росаріо отримало статус містечка.
29-30 вересня 1833 року Росаріо відвідав Чарльз Дарвін, який описав місто як велике (близько 2000 жителів).
1852 року завдяки зростанню населення та економічної ваги Росаріо здобуло статус міста. Впродовж декількох наступних років місто перетворилося на найважливіший порт (відкритий 1850 року) Аргентинської Конфедерації. У той же час розпочалося спорудження залізниці.
Між 1862 і 1873 роками до Національного Конгресу Аргентини чотири рази подавалися пропозиції зробити Росаріо столицею країни, але вони не були прийняті.
1884 року було відкрито товарну біржу Росаріо. 1886 року після епідемії холери у місті було проведено водопровід. 1887 року населення міста становило 50 000 мешканців, з яких 40 % були іммігрантами. Вранці 5 червня 1888 року у Росаріо відбувся землетрус силою 5,5 балів за шкалою Ріхтера. 1891 року у місті було проведено електрику.
За останні 15 років XIX століття населення міста подвоїлося, значною мірою завдяки притоку іммігрантів. На 1926 рік 47 % мешканців міста були вихідцями з Європи (Італії, Іспанії, Ірландії). Через велику кількість іноземців і робітників у місті Росаріо перетворилося на центр аргентинського руху анархістів.
Під час правління Перона місто отримало значні прибутки від націоналізації і дотацій для промисловості.
1969 року робітники і студенти вийшли на вулиці міста, вимагаючи відставки уряду Аргентини. Ці виступи увійшли в історію під назвою Росарьясо (ісп. El Rosariazo).
1989 року криза економіки Аргентини сильно вдарила по місту. Під час правління президента Карлоса Менема закрилися багато виробництв у місті, припинився експорт місцевих сільськогосподарських товарів. 1995 року рівень безробіття досяг 21,1 % і значна частина населення Росаріо опинилася за межею бідності. Під час суспільних хвилювань 2001 року Росаріо було містом з найбільшим рівнем безробіття у країні, кількість мешканців за межею бідності досягла рівня 18,3 % у 2003 році. Через це у місті проходили протестні демонстрації, а згодом пограбування і заворушення, під час яких загинуло 7 осіб.
Після кризи ситуація у місті покращилася. Бум експорту сільськогосподарської продукції призвів до збільшення інвестицій в економіку, головним чином, у будівництво. Відсоток містян за межею бідності впав до 13,6 %.
2003 року було відкрито Міст Росаріо-Вікторія, що сполучає Росаріо з містом Вікторія в провінції Ентре-Ріос через дельту Парани.

## Українці в Росаріо
Найстаріша пам'ятка Росаріо пов'язана з українцями — театр Ель Сіркуло, який раніше назвиався ла Опера. Саме тут 07-09.07, 29-30.08 та 01-02.09.1923 р. відбулися концерти української капели О. Кошиця (Української республіканської капели УНР, висланої С. Петлюрою), що подорожувала Америкою вже як комерційний проект Макса Рабінова.
Сучасне українське життя в Росаріо пов'язане з діяльністю Українського культурною асоціацією «23 серпня». 24 серпня 2019 року, в 28-му річницю Незалежності України, вперше в історії, у м. Росаріо в Національному історичному музейному комплексі прапора відбулося урочисте підняття державного прапора України. Церемонія була ініційована нещодавно створеною Українською культурною асоціацією «23 серпня» та підтримана Українською Центральною Репрезентацією в Аргентині. Підняття українського стяга на Національному монументі прапора до Дня незалежності відтоді стало щорічним.
6 жовтня 2019 р. проведено перший український фестиваль в La Fluvial на майданчику, розташованому на краю нашої річки Парана.
18 жовтня 2019 р. в приміщенні Аргентинської бібліотеки було проведено лекцію присвячену Чорнобильській катастрофі.

## Економіка

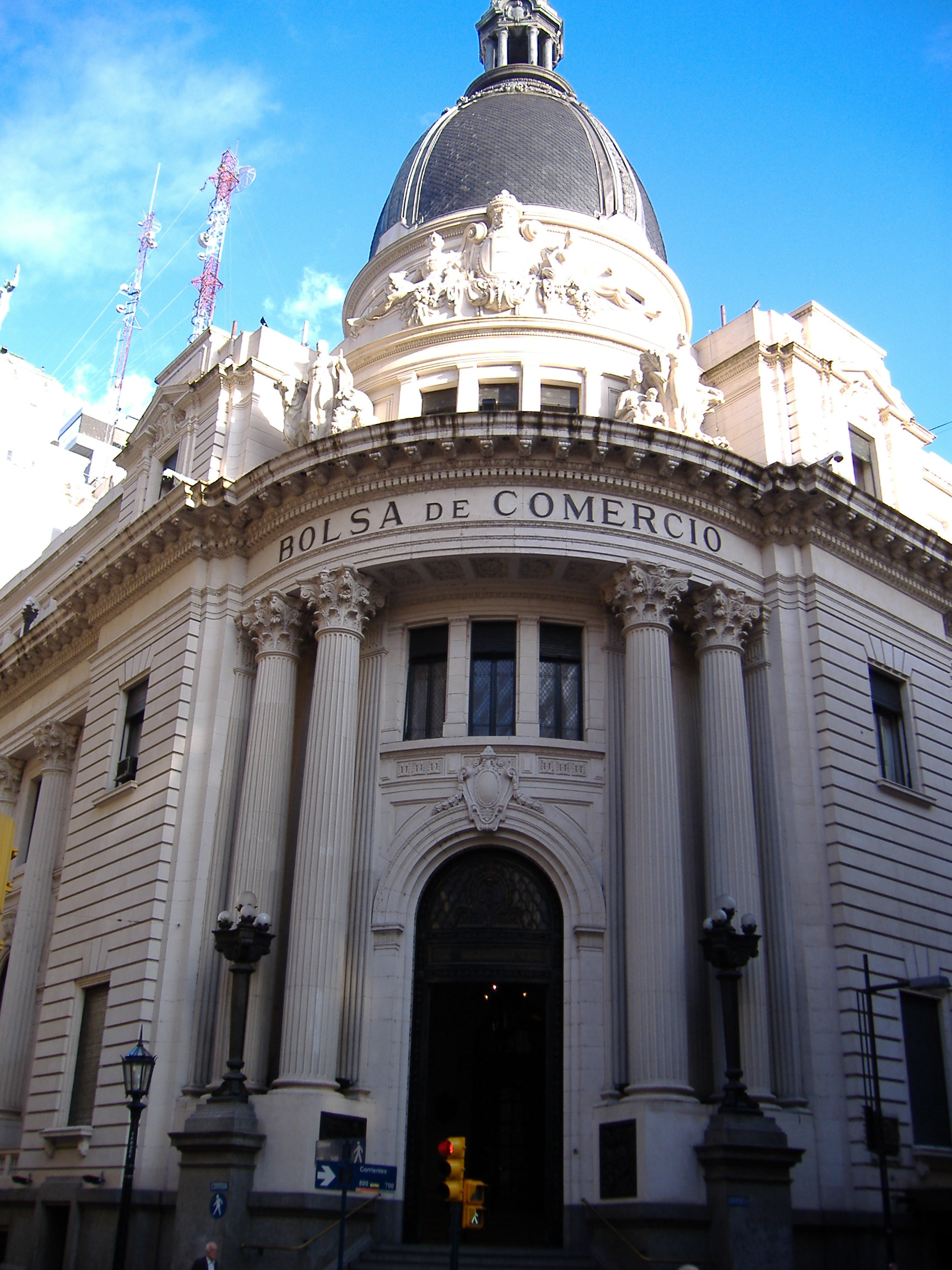
Товарна біржа Росаріо

Росаріо — друге місто за показником валового продукту в Аргентині після Великого Буенос-Айреса. Найважливішою галуззю є агропромисловість. Місто є найважливішим центром обробки олійних культур у світі.
У Росаріо виробляється 20 % автомобілів, 40 % холодильників, 80 % устаткування для харчової промисловості і 100 % кузовів для автобусів, вироблених в Аргентині. У місті знаходяться 70 підприємств, серед яких заводи фірм General Motors, Cargill, Unilever, Deere & Company, Petrobras, ICI, Dow, Tenneco і Mahle.
Місто є важливим транспортним вузлом і має великий річковий порт, що дозволяє підхід суден осадкою до 11 м (хоча для цього потрібне регулярне прочищення підходів до порту). Через цей порт проходить значна частина аргентинського експорту, зокрема 70 % продуктів сільського господарства: пшениця, борошно, сіно, льон, олія, кукурудза, цукор, м'ясо, вовна та шкіри.
Місто також є важливим фінансовим та біржовим центром. Значну роль в економіці Росаріо відіграють компанії, пов'язані з інформаційними технологіями і розробкою програмного забезпечення, а також біотехнологіями.

## Клімат
Клімат Росаріо вологий та помірний.

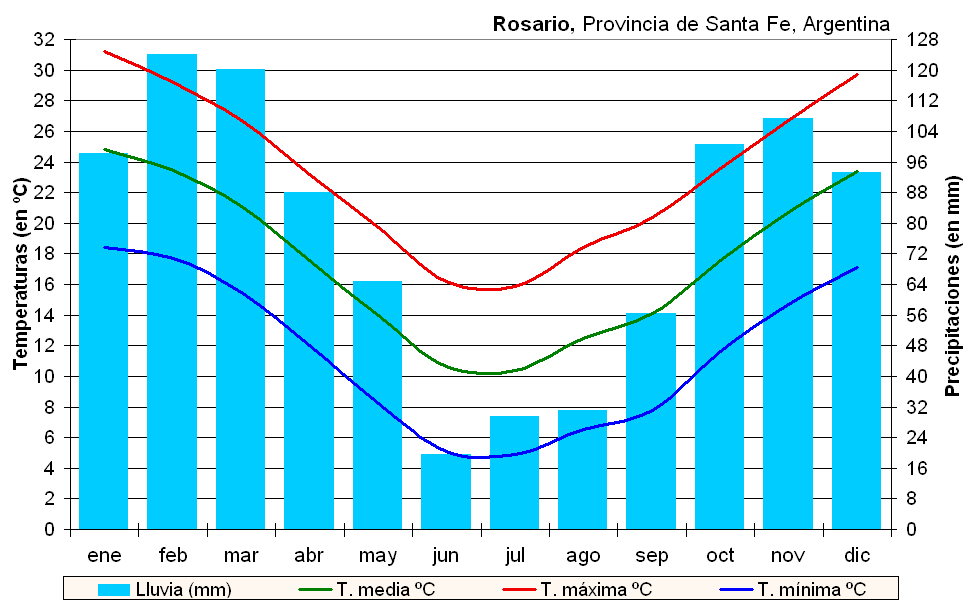
Кліматограма

Пори року виражені нечітко. Теплий сезон продовжується з жовтня до квітня, його температури від 18 °C до 32 °C з максимумом у 40 °C. Холодний сезон продовжується з початку червня до першої половини серпня з температурами від 5 °C до 16 °C. Снігопадів майже не буває — протягом ХХ ст. сніг випадав лише у 1973 і 1918 роках. Опадів більше влітку, ніж взимку. Середня річна кількість опадів від 800 до 1300 мм. Середня річна температура коливається від 23,4 °C (максимум) до 11,6 °C (мінімум).
У місті часті торнадо та бурі, найбільша їх кількість припадає на період з жовтня по березень. У 1925 і 2006 роках у місті випадав сильний град: градини досягали діаметра 10 см та ваги 250 г, вітер сягав швидкості 115 км/год.
Останній землетрус у Росаріо відбувся 5 червня 1888.
Місто часто страждає від підтоплень.
| Клімат Росаріо (1961—1990) | Клімат Росаріо (1961—1990) | Клімат Росаріо (1961—1990) | Клімат Росаріо (1961—1990) | Клімат Росаріо (1961—1990) | Клімат Росаріо (1961—1990) | Клімат Росаріо (1961—1990) | Клімат Росаріо (1961—1990) | Клімат Росаріо (1961—1990) | Клімат Росаріо (1961—1990) | Клімат Росаріо (1961—1990) | Клімат Росаріо (1961—1990) | Клімат Росаріо (1961—1990) | Клімат Росаріо (1961—1990) |
| Показник | Січ.                       | Лют.                       | Бер.                       | Квіт.                      | Трав.                      | Черв.                      | Лип.                       | Серп.                      | Вер.                       | Жовт.                      | Лист.                      | Груд.                      | Рік                        |
| Абсолютний максимум, °C | 40,5                       | 38,9                       | 37,0                       | 33,8                       | 32,9                       | 29,0                       | 31,6                       | 36,1                       | 37,3                       | 37,7                       | 37,6                       | 40,3                       | 40,5                       |
| Середній максимум, °C | 30,8                       | 29,5                       | 27,0                       | 23,4                       | 20,2                       | 16,5                       | 16,4                       | 18,3                       | 20,7                       | 23,6                       | 26,6                       | 29,5                       | 23,5                       |
| Середня температура, °C | 24,2                       | 23,1                       | 20,8                       | 17,1                       | 13,7                       | 10,3                       | 10,3                       | 11,5                       | 13,9                       | 17,3                       | 20,3                       | 23,0                       | 17,1                       |
| Середній мінімум, °C | 17,7                       | 17,0                       | 15,2                       | 11,7                       | 8,3                        | 5,3                        | 5,3                        | 5,7                        | 7,6                        | 10,9                       | 13,8                       | 16,4                       | 11,2                       |
| Абсолютний мінімум, °C | 7,0                        | 6,2                        | 3,1                        | −0,3                       | −5,7                       | −5,7                       | −6,9                       | −7,8                       | −4,8                       | −1,2                       | 1,8                        | 5,1                        | −7,8                       |
| Середня кількість сонячних годин на місяць                                                                                                   | 313,1                      | 271,2                      | 244,9                      | 216,0                      | 189,1                      | 150,0                      | 164,3                      | 201,5                      | 201,0                      | 232,5                      | 270,0                      | 291,4                      | 2745,0                     |
| Норма опадів, мм | 104.5                      | 116.4                      | 164.6                      | 79.7                       | 46.7                       | 36.6                       | 36.8                       | 36.7                       | 61.6                       | 91.8                       | 98.3                       | 120.0                      | 993.7                      |
| Днів з опадами | 9                          | 8                          | 9                          | 7                          | 6                          | 5                          | 5                          | 5                          | 6                          | 9                          | 9                          | 9                          | 87                         |
| Вологість повітря, % | 69                         | 72                         | 78                         | 81                         | 82                         | 82                         | 82                         | 77                         | 74                         | 73                         | 70                         | 68                         | 76                         |
| --- | -------------------------- | -------------------------- | -------------------------- | -------------------------- | -------------------------- | -------------------------- | -------------------------- | -------------------------- | -------------------------- | -------------------------- | -------------------------- | -------------------------- | -------------------------- |
| Джерело: NOAA, Oficina de Riesgo Agropecuario (record highs and lows), Servicio Meteorológico Nacional (precipitation days), UNLP (sun only) |                            |                            |                            |                            |                            |                            |                            |                            |                            |                            |                            |                            |                            |

## Освіта

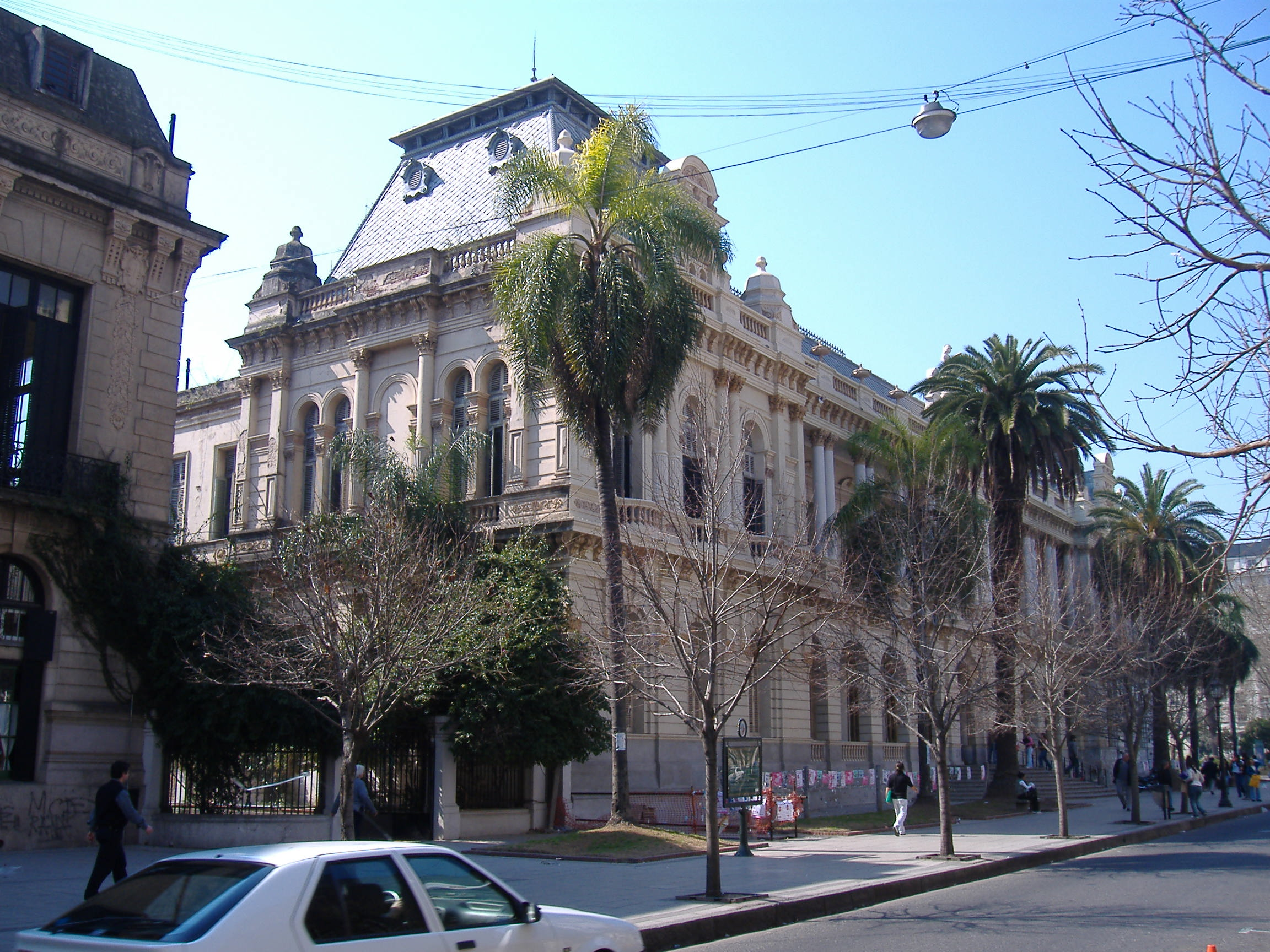
Факультет права Національного Університету Росаріо

Росаріо — важливий освітній центр Аргентини. У місті налічується 624 школи. Також тут є такі державні університети:
- Національний університет Росаріо (ісп. Universidad Nacional de Rosario) створений 1968 року. Має студентське містечко.
- Національний Технологічний Університет (ісп. Universidad Tecnológica Nacional) створений 1953.

Також у місті є такі приватні виші:
- Італійський інститут Росаріо (ісп. Instituto Universitario Italiano de Rosario).
- Відкритий інтерамериканський університет (ісп. Universidad Abierta Interamericana).
- Південний університет (ісп. Universidad Austral).
- Католицький аргентинський університет (ісп. Universidad Católica Argentina).
- Університет Латиноамериканського освітнього центру (ісп. Universidad del Centro Educativo Latinoamericano).

Загалом у вищих навчальних закладах Росаріо навчається близько 80 000 студентів, що становить 8,5 % його жителів. 15 % населення мають вищу освіту.

## Спорт

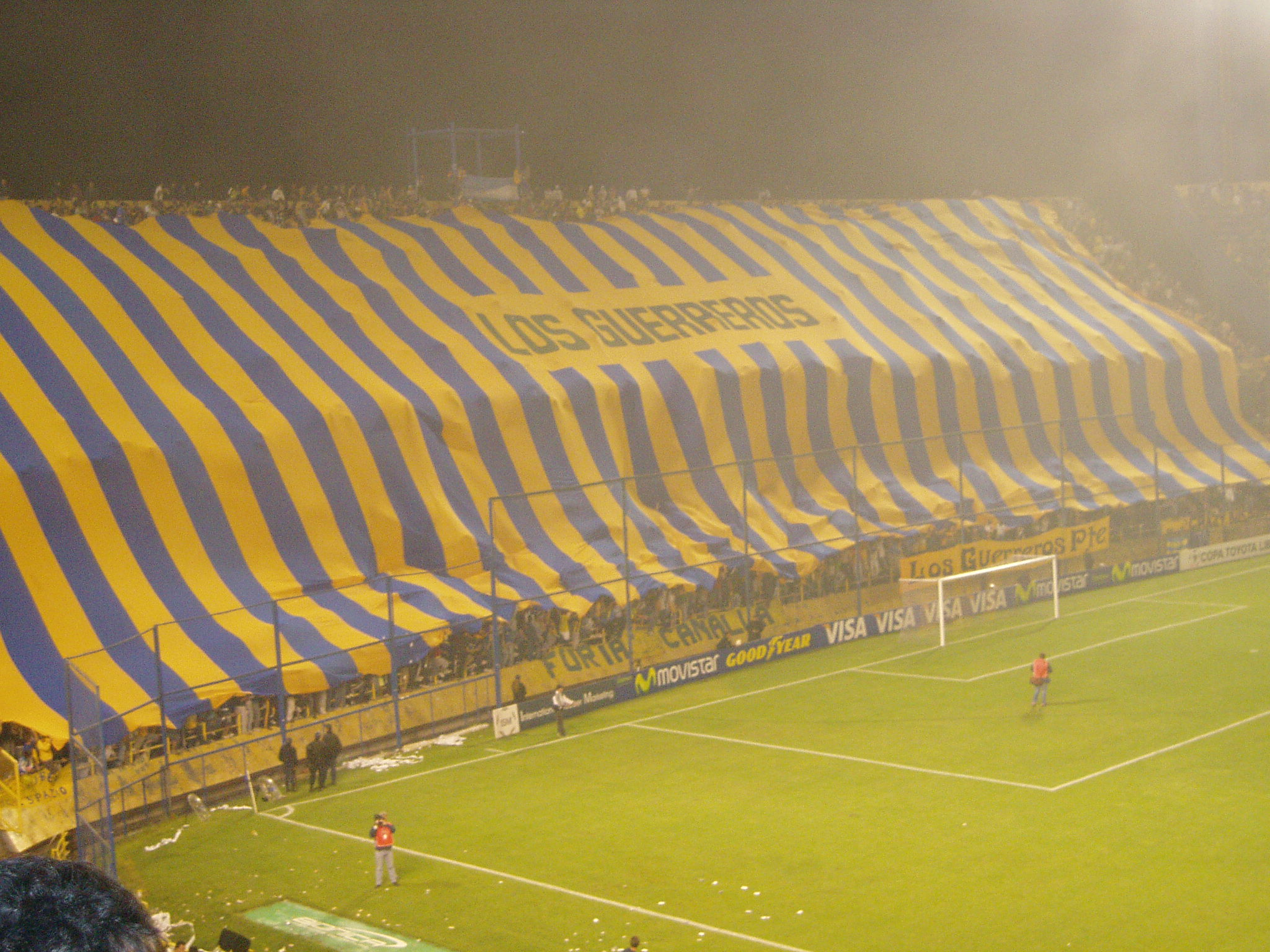
Фанати Росаріо Сентраль

Найпопулярнішим видом спорту у Росаріо є футбол. У місті є кілька футбольних команд:
- Ньюеллс Олд Бойз (англ. Newell's Old Boys) заснований 1903 року, п'ятиразовий чемпіон Аргентини
- Росаріо Сентраль (ісп. Rosario Central) заснований 1889, чотириразовий чемпіон Аргентини.
- Тіро Федераль Архентіно (ісп. Tiro Federal Argentino), заснований 29 березня 1905.
- Сентраль Кордова (ісп. Central Córdoba), заснований 20 жовтня 1906.
- Архентіно (ісп. Argentino), заснований 15 січня 1912.

У місті проходили деякі матчі Чемпіонату світу з футболу 1978. 2010 року у місті проходив світовий чемпіонат з хокею на траві серед жінок.
27 березня 1867 року було засновано Спортивний клуб Росаріо (ісп. Club Atlético del Rosario), найстаріший в Аргентині.

## Транспорт

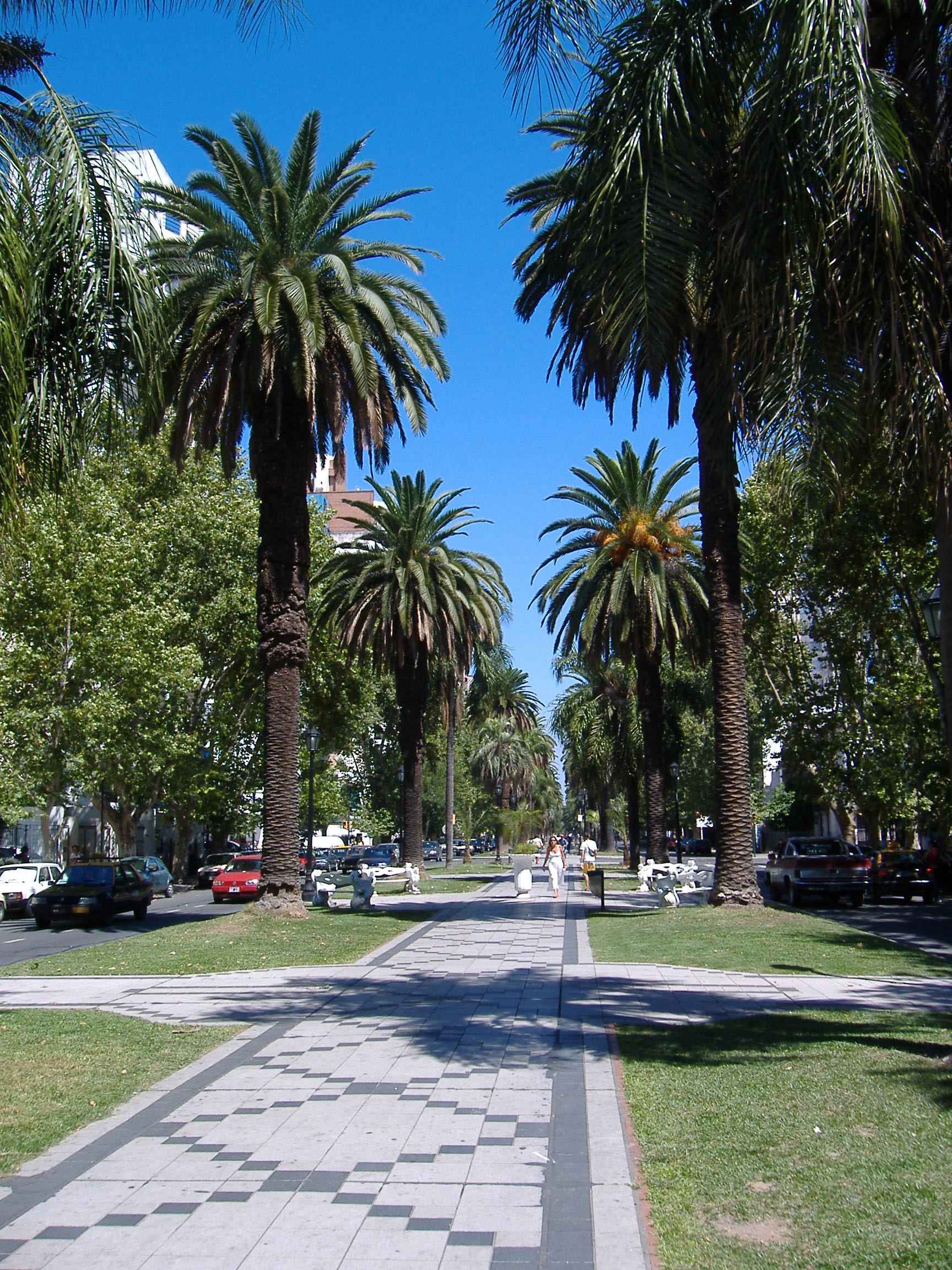
Бульвар Ороньйо

У Росаріо функціонує такий громадський транспорт:
- автобуси: 65 ліній і 702 машини[37]
- тролейбуси: одна лінія, 20 машин
- таксі: 3662 машини
- трамвай: працював з 1872 по 1963 роки, наразі є спроби відновити трамвайну мережу[38]

Місто має такі шляхи сполучення:
- автомобільні:
  - національні траси № 9, 33, 34, 11, A008, 174
  - провінціальні траси № 21, 18, 26
- міжнародний аеропорт Росаріо Іслас Мальвінас
- залізниця імені генерала Бартоломе Мітре
- порт

## Туризм

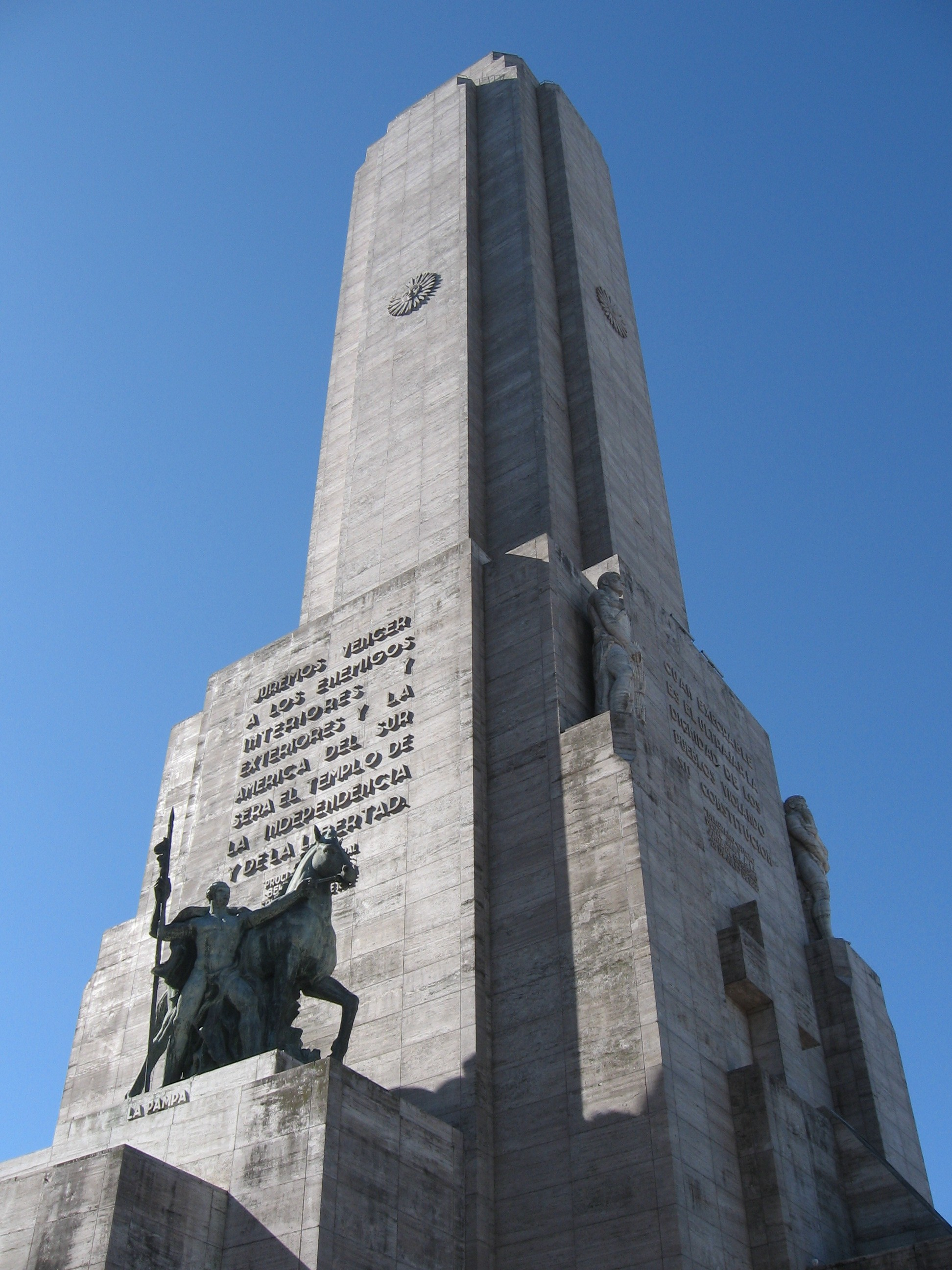
Монумент прапору

Головною туристичною принадою є Монумент Прапору, що споруджено на тому місці, де вперше було піднято прапор Аргентини. Він складається з вежі висотою 70 м, на вершині якої знаходиться оглядовий майданчик, пропілеїв, вічного вогню, пам'ятника невідомому солдату й інших скульптур. Щороку 20 червня біля монументу проходить святкування Дня Прапора. Зображення Монумента Прапору використане на банкноті у 10 аргентинських песо.

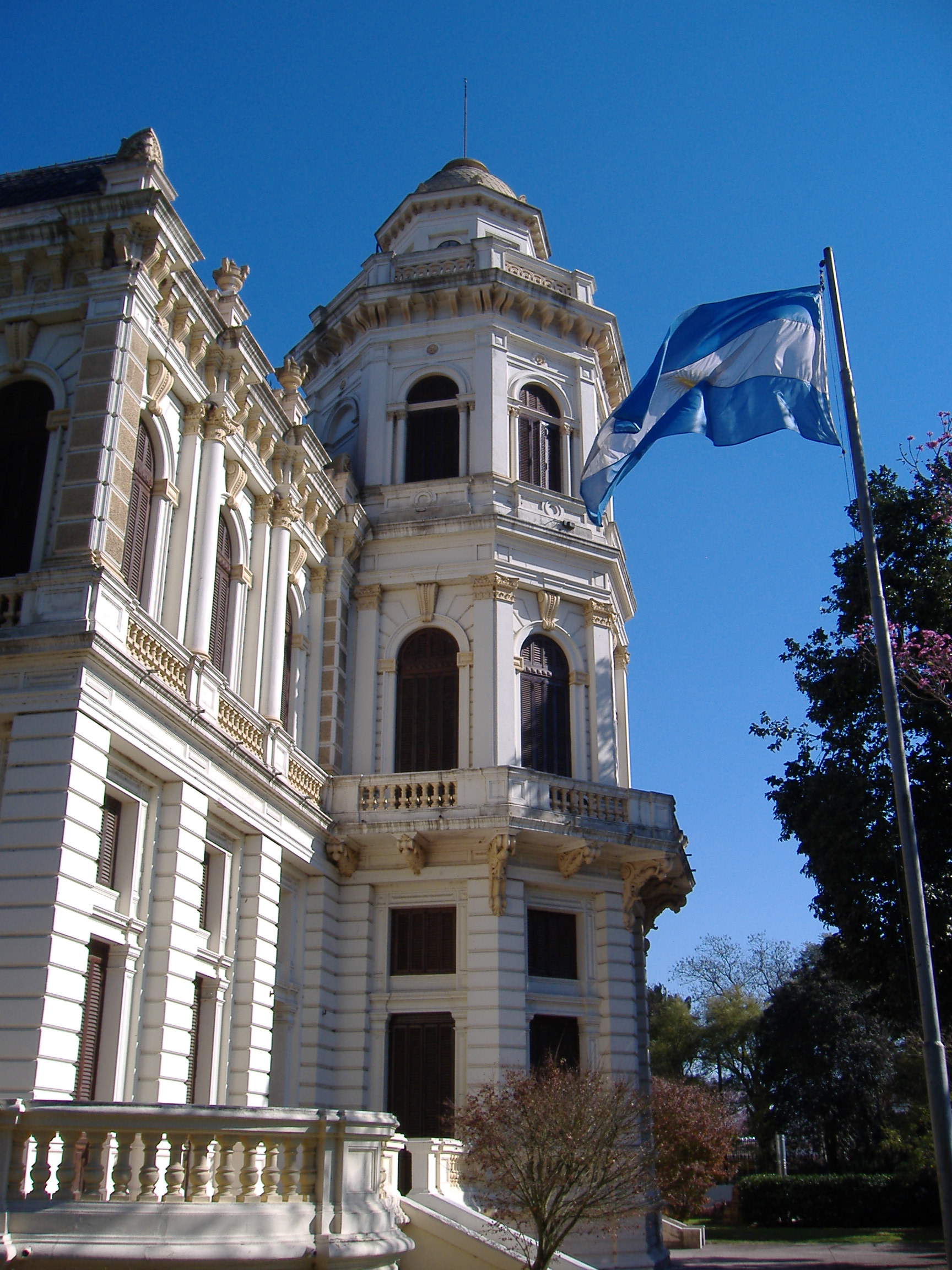
Вілла Ортенсія

У Росаріо збереглися багато будівель колоніальної архітектури, також є будинки у стилі арт-деко, модернізму тощо.
Також у місті знаходяться такі музеї:
- Муніципальний музей образотворчих мистецтв (ісп. Museo Municipal de Bellas Artes “Juan B. Castagnino”)
- Муніципальний музей прикладних мистецтв (ісп. Museo Municipal de Arte Decorativo “Firma y Odilo Estévez”).
- Провінційний історичний музей (ісп. Museo Histórico Provincial “Dr. Julio Marc”).
- Музей міста Росаріо
- Музей сучасного мистецтва
- Музей природничих наук (ісп. Museo Provincial de Ciencias Naturales Dr. Ángel Gallardo).
- Музей Пам'яті, присвячений жертвам військової диктатури в Аргентині
- Музей Флорентіно і Карлоса Амегіно
- Музей Парани і островів
- Музей релігійного мистецтва (ісп. Museo de Arte Sacro Eduardo Barnes).
- Музей морфологічних наук (ісп. Museo de Ciencias Morfológicas “Dr. Juan Carlos Fajardo”), присвячений анатомії людини
- Музей одонтологічного гуртка Росаріо
- Експериментальний Музей Наук
- Музей партитур (ісп. Museo de la Partitura Histórica)
- Музей Паго де лос Арройос (ісп. Museo Activo del Pago de los Arroyos), присвячений археологічним знахідкам індіанської культури
- Політичний провінційний музей
- Музей товарної біржі
- Музей газети Diario La Capital.
- Музей воску (ісп. Museo de Cera)
- Портовий музей
- Архів залізниці

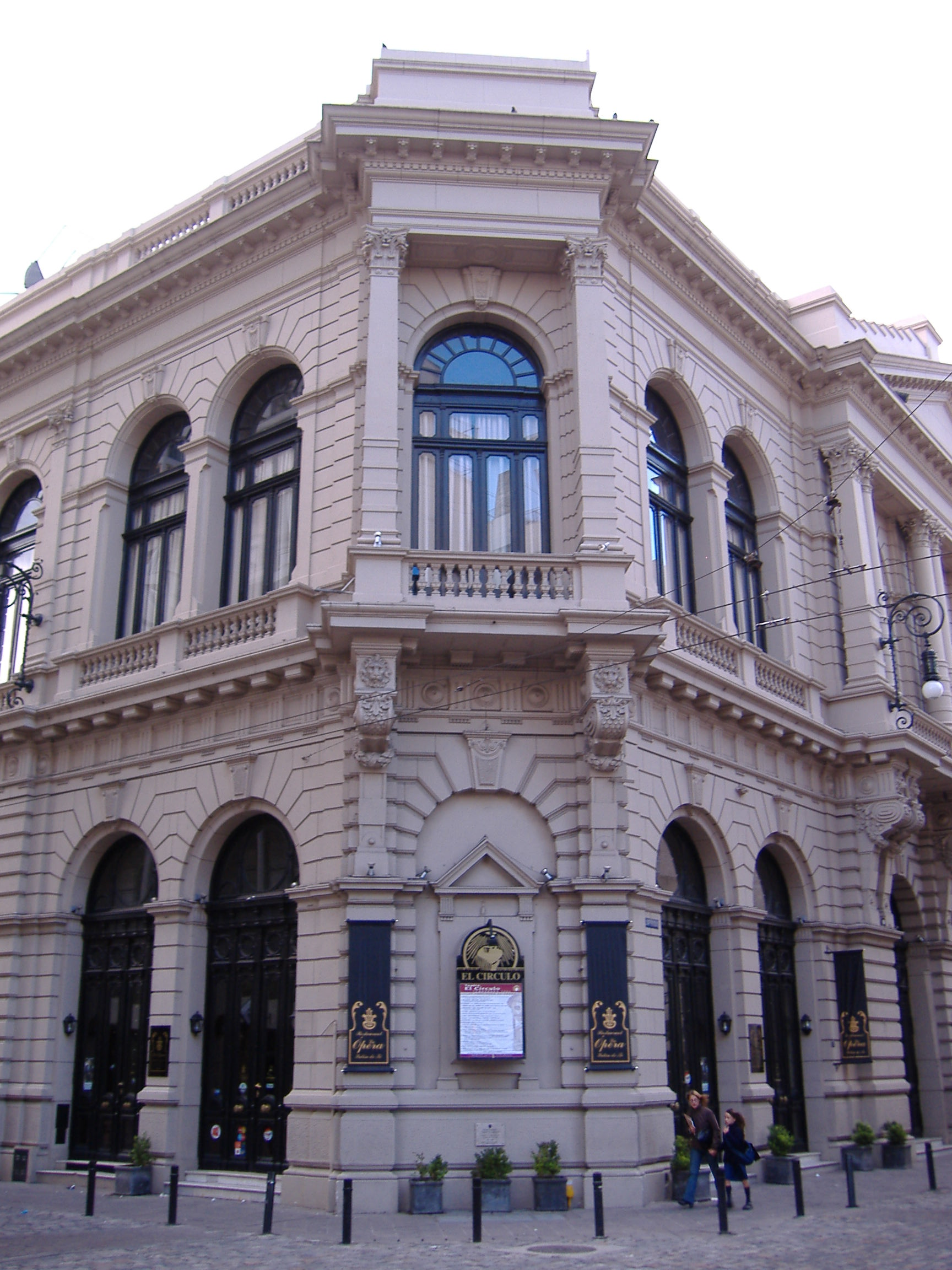
Театр Ель Сіркуло

У Росаріо знаходиться декілька культурних центрів і близько 30 театрів, найвідомішим з яких є Ель Сіркуло. Також у місті знаходиться багато кінотеатрів і кіноклубів, є кіношкола і кіностудія.
2009 року у місті було відкрито казино, яке вважається найбільшим у Латинські Америці.
У місті знаходиться багато релігійних споруд, які відзначаються своєю архітектурою, зокрема Кафедральний собор Діви Розарію (ісп. Basílica Catedral de Nuestra Señora del Rosario), збудований наприкінці 19 ст., який є головним храмом архієпископства Росаріо.

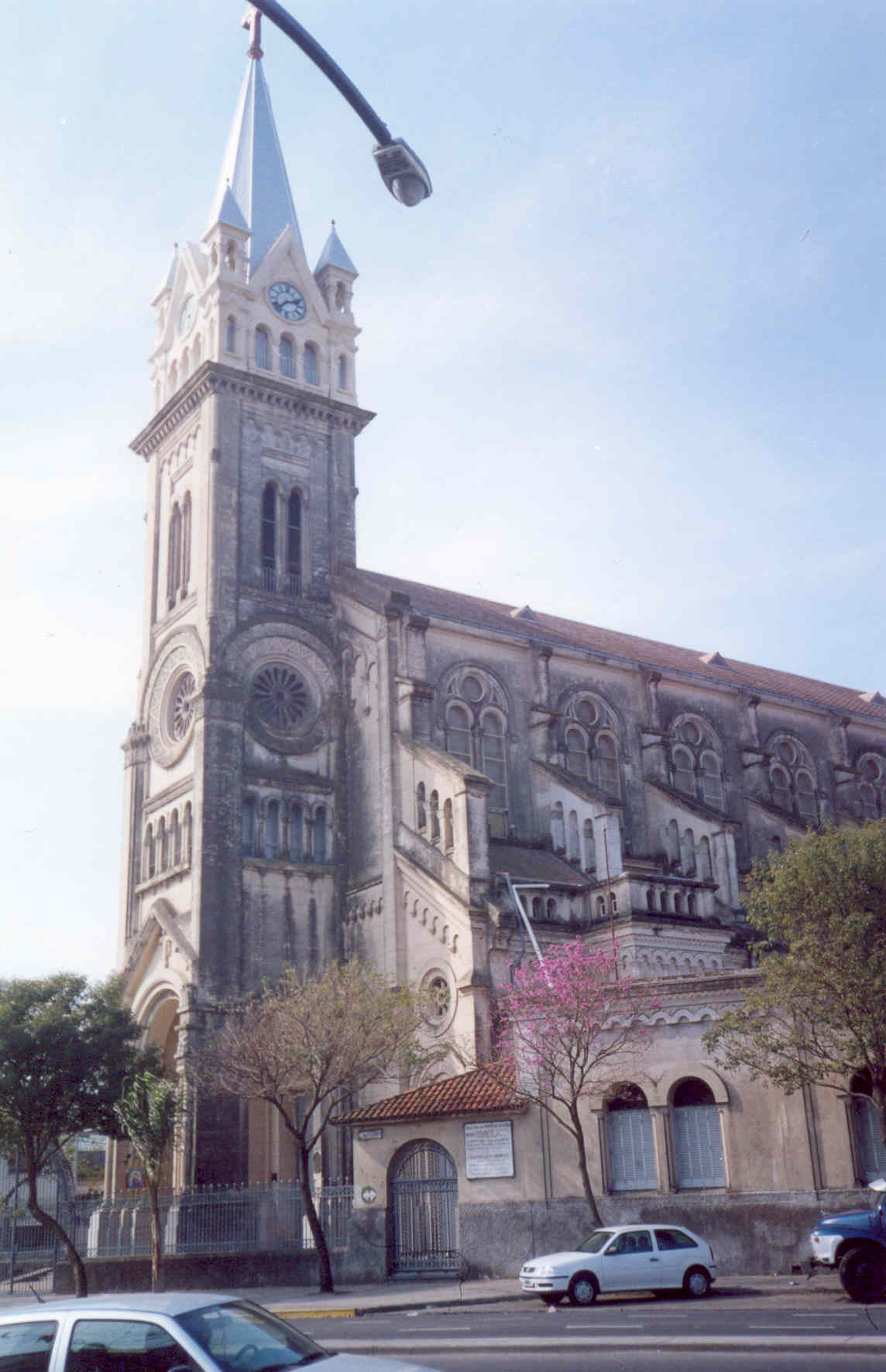
Церква Богоматері Неустанної Помочі
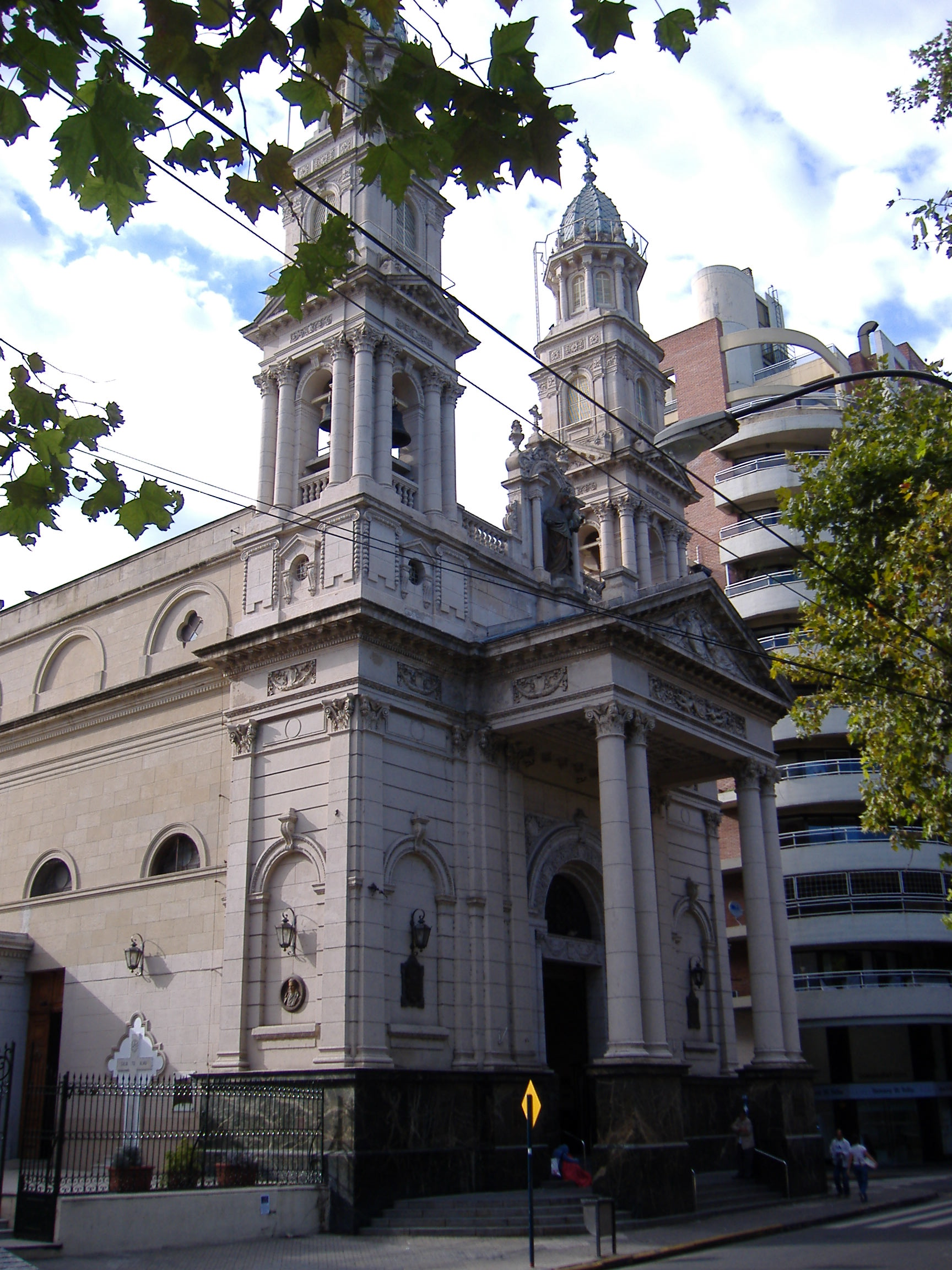
Кафедральний собор Росаріо
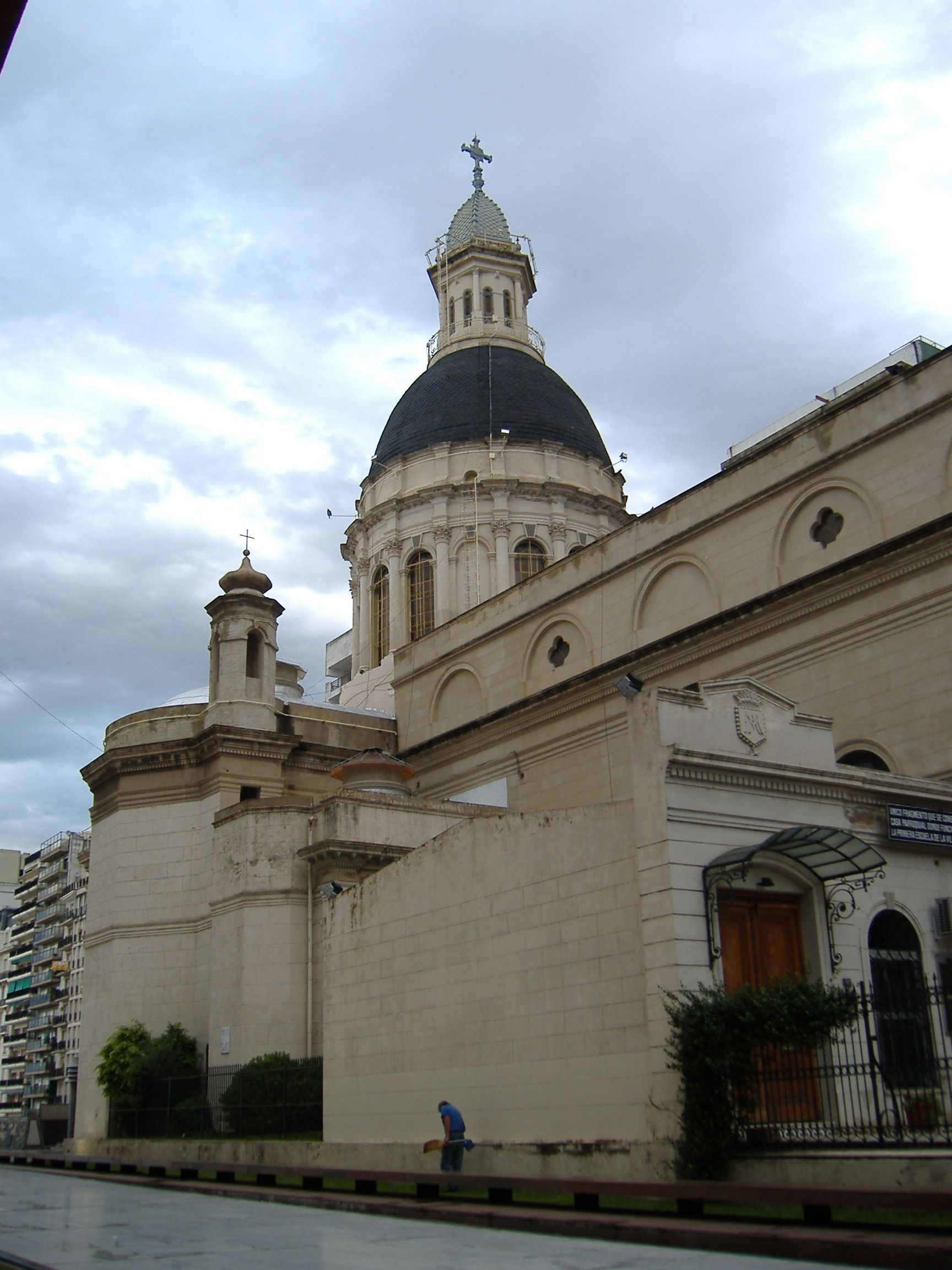
Кафедральний собор Росаріо
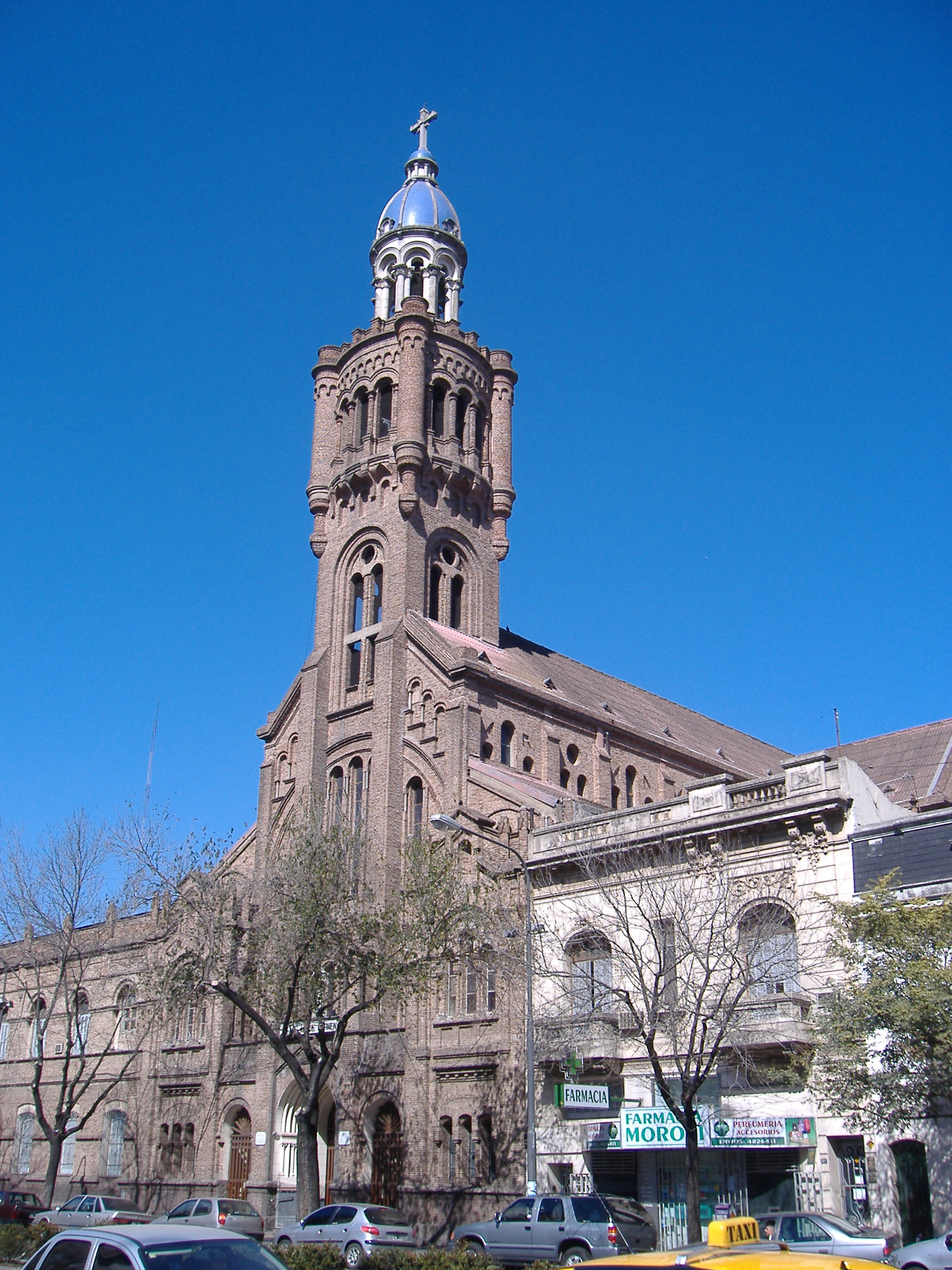
Церква Діви Марії Кармельської

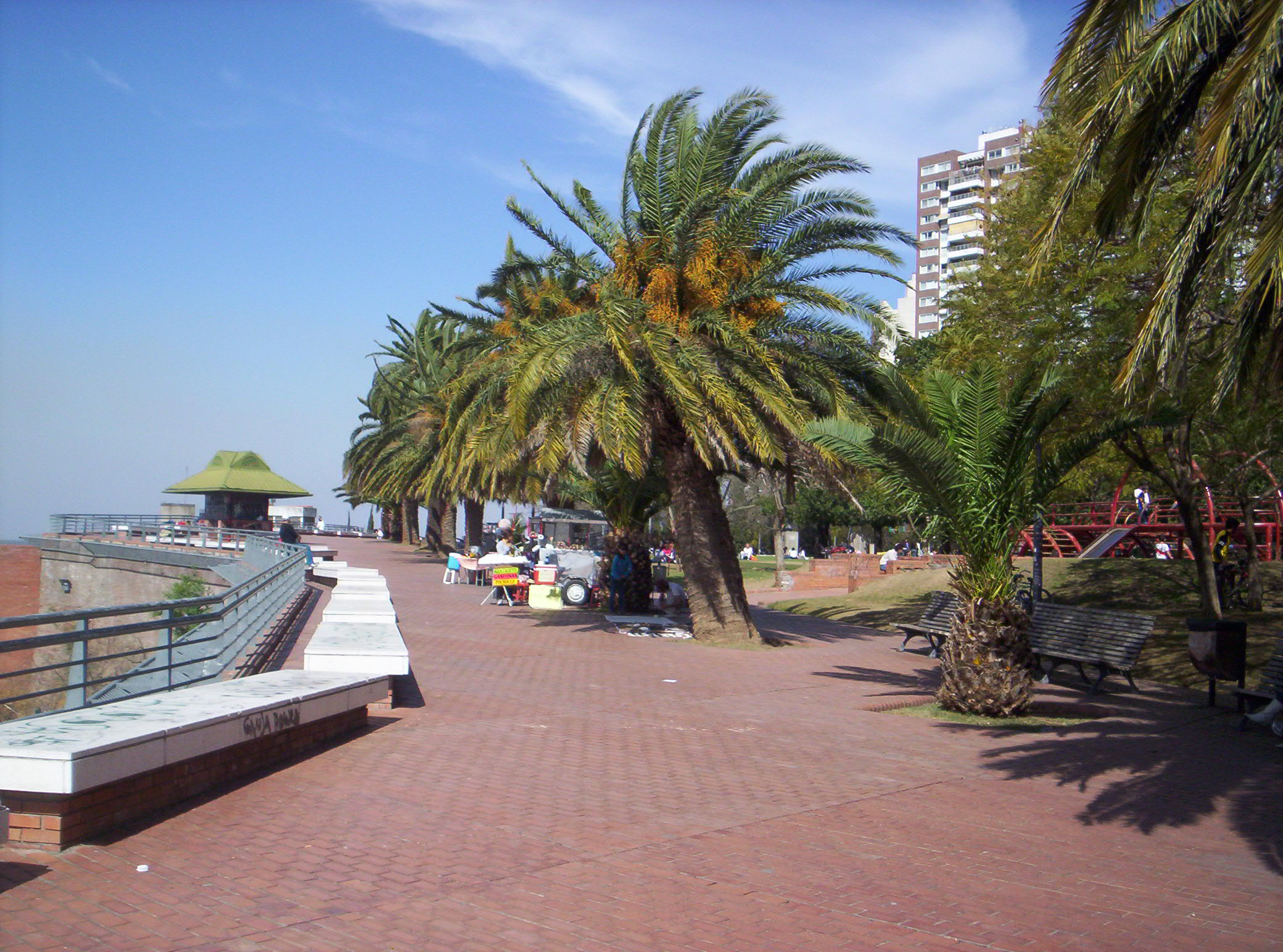
Парк Іспанії

У місті багато парків, зокрема 5 тематичних:
- Ферма дитинства (ісп. Granja de la Infancia)
- Дитячий сад (ісп. Jardín de los Niños)
- Острів Винаходів (ісп. La Isla de los Inventos)
- Дитячий парк і відкрита школа дорожнього виховання (ісп. Parque Infantil de Educación Vial y Escuela Abierta de Educación Vial).

У місті щороку проводяться такі заходи:
- Тиждень Мистецтва Росаріо — заснований 2005 року[41],
- фестиваль джазу — у липні, заснований 1997
- фестиваль латиноамериканського відео — у вересні, заснований 1994
- фестиваль скульптури — у вересні, з 1993
- фестиваль поезії — у вересні, з 1993
- кінофестиваль — у листопаді, з 2003

## Визначні особистості

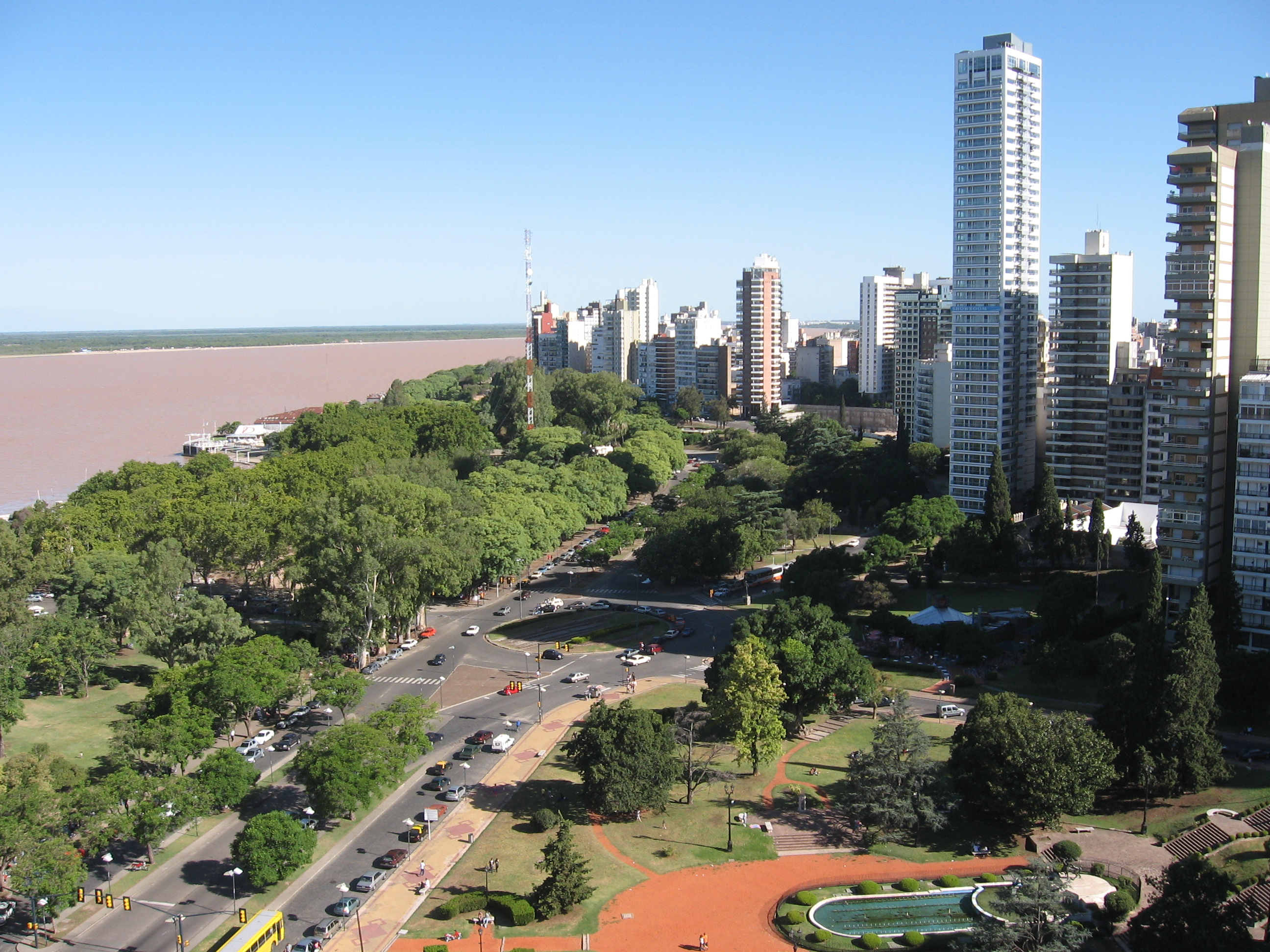
Берег Парани

У місті Росаріо народилися чи виросли:
- Марсело Б'єлса (* 1955) — тренер збірної Аргентини з футболу у 1998—2004 і збірної Чилі у 2007—2010 роках.
- Анхель Ді Марія (* 1988) — футболіст.
- Хосе Кура (* 1962) — оперний співак.
- Лібертад Ламарке (1908—2000) — аргентинська актриса та співачка.
- Валерія Масса (* 1972) — аргентинська топ-модель.
- Ліонель Мессі (* 1987) — футболіст, володар Золотого м'яча.
- Фіто Паес (* 1963) — аргентинський музикант.
- Гастон Сауро (* 1990) — аргентинський футболіст.
- Клаудіо Убеда (* 1969) — аргентинський футболіст та тренер.
- Ернесто Че Гевара (1928—1967) — відомий революціонер.

## Міста-побратими
| Країна                   | Місто                   | Рік братання |
| Болівія                  | Санта-Крус-де-ла-Сьєрра | 1998         |
| Бразилія                 | Порту-Алегрі            | 1994         |
| Чилі                     | Вальпараїсо             | 1994         |
| КНР                      | Шанхай                  | 1997         |
| Колумбія                 | Манісалес               | 1998         |
| Куба                     | Сантьяго-де-Куба        | 1993         |
| Іспанія                  | Більбао                 | 1988         |
| Франція                  | Тулуза                  | 2008         |
| Греція                   | Пірей                   | 1993         |
| Італія                   | Алессандрія             | 1988         |
| Італія                   | Оппідо-Лукано           | 2009         |
| Ізраїль                  | Хайфа                   | 1988         |
| Мексика                  | Монтеррей               | 1993         |
| Парагвай                 | Асунсьйон               | 1993         |
| Перу                     | Піско                   | 1986         |
| Домініканська Республіка | Санто-Домінго           | 1998         |
| Сенегал                  | Дакар                   | 1998         |
| Уругвай                  | Монтевідео              | 1998         |
| Венесуела                | Каракас                 | 1998         |
| Венесуела                | Баркісімето             | 2009         |